# 陳密
陳密（1442年—？），字存義，廣東廣州府南海縣人，民籍，明朝政治人物。

## 生平
成化四年（1468年）戊子科廣東鄉試第五十四名舉人，五年（1469年）中式己丑科會試第二百三十七名，三甲第一百一十六名進士。

## 家族
曾祖陳惟善，良醫正；祖父陳賜全；父陳仲儒。